# Wikiszótár
A Wikiszótár (angolul Wiktionary) a Wikipédia testvéroldala, melynek célja szabad szótár készítése minden nyelvre. Ötletgazdája Daniel Alston. 2002. december 12-én indult. A Wikiszótár magyar változata, a magyar Wikiszótár 2004. május 2-án indult.